# Valor-F
El Valor-F  (denominada también F-score o medida-F)  en estadística es la medida de precisión que tiene un test. Se emplea en la determinación de un valor único ponderado de la precisión y la exhaustividad. Se suele emplear en la fase de pruebas de algoritmos de búsqueda y recuperación de información y clasificación de documentos.

## Concepto
El valor F se considera como una media armónica que combina los valores de la precisión y de la exhaustividad. De tal forma que:
{\displaystyle F_{1}=2\cdot {\frac {\mathrm {Precisi{\acute {o}}n} \cdot \mathrm {Exhaustividad} }{\mathrm {Precisi{\acute {o}}n} +\mathrm {Exhaustividad} }}}.

La fórmula general para un número real β es:
{\displaystyle F_{\beta }=(1+\beta ^{2})\cdot {\frac {\mathrm {Precisi{\acute {o}}n} \cdot \mathrm {Exhaustividad} }{(\beta ^{2}\cdot \mathrm {Precisi{\acute {o}}n} )+\mathrm {Exhaustividad} }}}.
Si β es igual a uno, se está dando la misma ponderación (o importancia) a Precisión que a la Exhaustividad, si β es mayor que uno le damos más importancia a Exhaustividad, mientras que si es menor que uno se le da más importancia a la Precisión.